# Tzantza

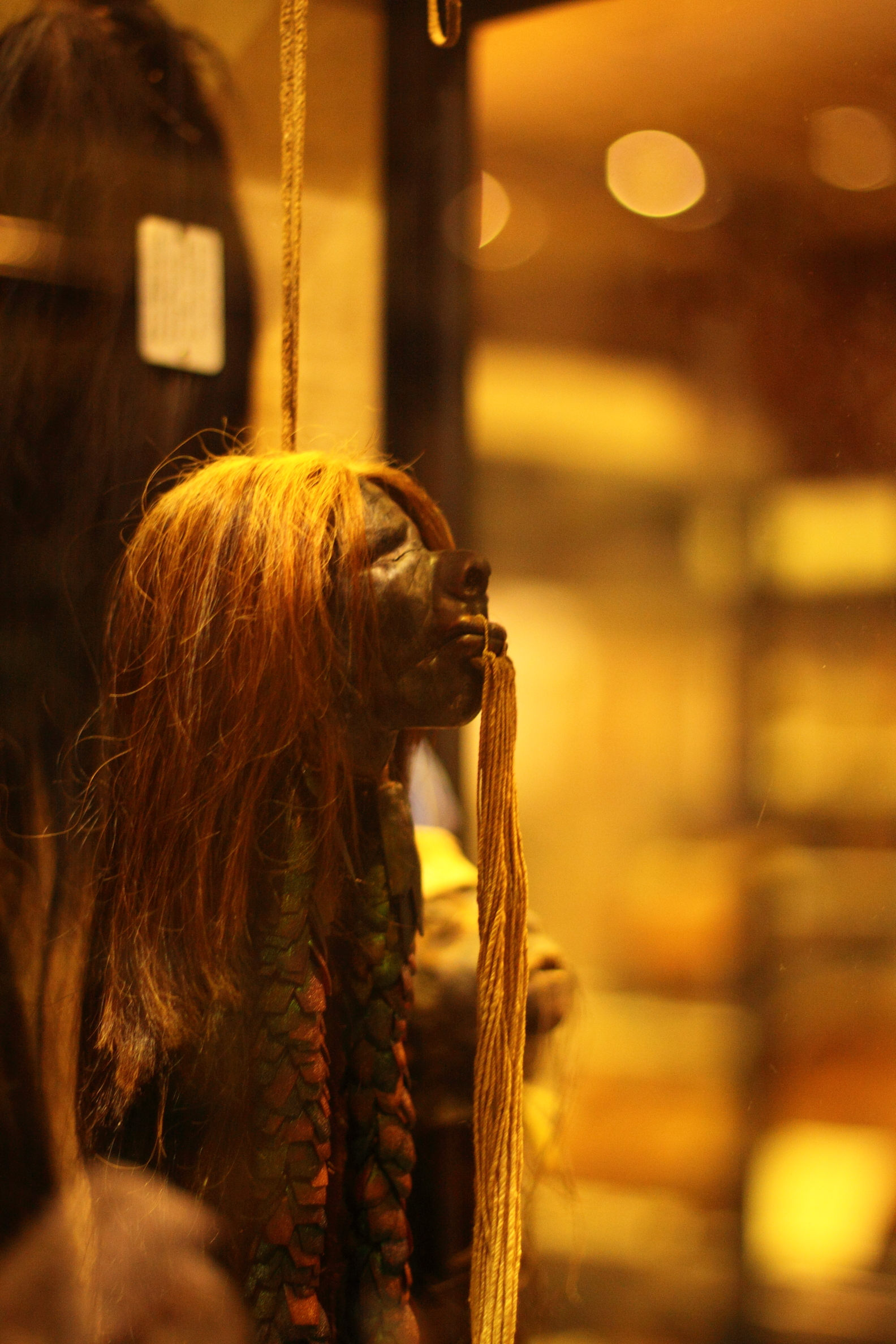
Tzantza o cabeza reducida en el Museo Pitt Rivers (Oxford, Inglaterra).

Tsantsa,tzantza o cabeza reducida es la práctica del pueblo indígena shuar (jíbaro) de "reducir cabezas". Este místico procedimiento hacía que el nativo momificase y conservara las cabezas de sus enemigos como talismán y trofeo de guerra.

## Proceso de elaboración
El proceso de crear una cabeza reducida o tzantza consta de varias etapas. El matador utiliza su etsemat y lo introduce por la boca y el cuello de la cabeza cortada, luego se lo amarra y huye rápidamente. Se comienza realizando un corte cerca de la clavícula, detrás de la cabeza, y cuidadosamente se separa la piel del cráneo. Posteriormente se realiza una incisión en la parte superior del cuello, y la piel, la grasa y la carne se retiran del cráneo. Se colocan semillas rojas dentro de las fosas nasales y la boca se une con tres pasadores de palma. Se coloca una bola de madera con el fin de mantener la forma. La piel se hierve entre 15 y 30 minutos en agua y una gran variedad de hierbas que contienen taninos, que evitan la caída del cabello. Este proceso reduce su tamaño a la mitad. Luego se seca la piel con humo y se utilizan rocas calientes y arena para moldear la cabeza y que ésta conserve su forma humana y facciones. Una vez seca, se da vuelta la piel y todo vestigio de carne se elimina con un cuchillo, para prevenir posibles olores y evitar la degradación. Se cose la parte posterior donde se realizó el corte. Se secan los labios con un machete al rojo vivo y se le clavan tres espinas de chonta y se amarran con cuerdas. Para finalizar, se tiñe la piel con ceniza de carbón, y se añaden granos u otras semillas decorativos.

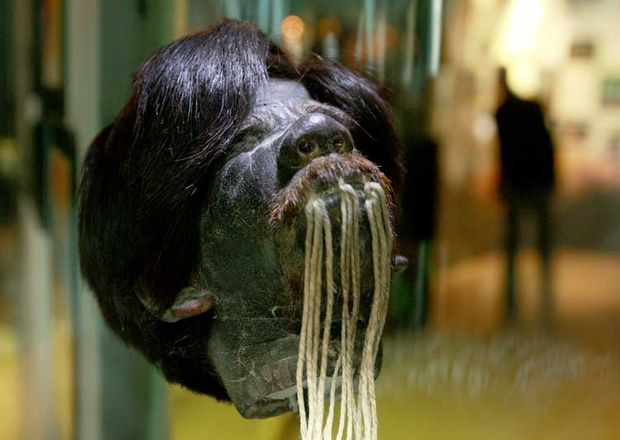
Cabeza reducida del pueblo shuar.

En la tradición de la reducción de cabezas, se cree que el recubrimiento de la piel con la ceniza, mantiene el mésak, o alma vengadora, e impide que la misma se escape y tome venganza contra su verdugo.
Las cabezas reducidas se caracterizan por su prognatismo mandibular, distorsión, y contracción de los laterales de la frente, los cuales son resultados de la retracción.
El proceso completo de reducción suele durar aproximadamente 6 días, y la cabeza terminada llega a tener el tamaño de un puño.
Entre los pueblos indígenas shuar y achuar la reducción de cabezas era seguida por una serie de fiestas centradas en los rituales importantes.

## El comercio de cabezas reducidas

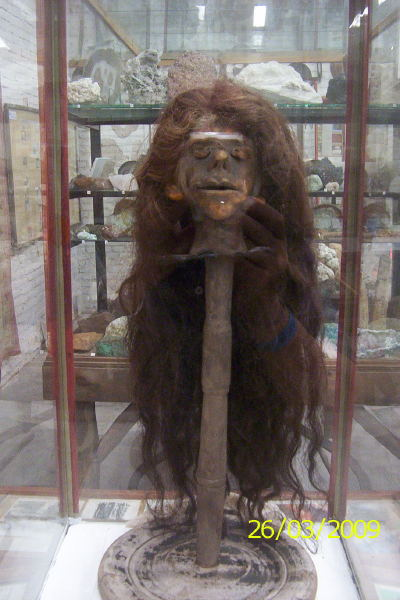
Cabeza reducida por aborígenes de la tribu shuar (Ecuador). Pieza expuesta en el Museo Polifacético "Rocsen". Córdoba (Argentina).

Cuando los occidentales crearon una demanda económica de cabezas reducidas, hubo un fuerte aumento en la tasa de homicidios de caza de cabezas en un esfuerzo por suministrar a los coleccionistas y turistas. Las armas eran, por lo general, lo que los shuar adquirían a cambio de sus cabezas reducidas, la tasa era un arma de fuego por cabeza. Pero las armas no eran los únicos artículos intercambiados. Durante la década de 1930, cuando los intercambios entre jefes se practicaban libremente, una persona podía comprar una cabeza reducida por alrededor de veinticinco dólares. Se puso fin a esta práctica cuando los gobiernos de Perú y Ecuador trabajaron juntos para prohibir el tráfico de las cabezas.
En la década de 1970, animados por este creciente comercio, personas de Colombia y Panamá no conectados a los shuar, comenzaron a realizar falsificaciones de las tzantzas para su comercialización. Utilizaron cadáveres de las morgues, partes de monos o perezosos, e incluso piel de cabra. Kate Duncan escribió en 2001 que "se ha estimado que alrededor del 80 por ciento de las tzantzas en manos privadas y museos son fraudulentas", incluyendo tzantzas femeninas o que tengan un torso completo en lugar de sólo una cabeza.
Thor Heyerdahl relata en Kon-Tiki (1947)ː "El problema de entrar en el área de los shuar, en Ecuador, para obtener madera balsa para la expedición, era el temor de la población local a guiar al equipo a la selva por temor a ser asesinados por los shuar para reducir sus cabezas". 
Desde la década de 1940, ha sido ilegal la importación de cabezas reducidas en los Estados Unidos.[cita requerida]
En 1999, el Museo Nacional del Indígena Americano repatrió auténticas cabezas reducidas de su colección, para el Ecuador. La mayoría de los países también han prohibido el comercio. 
En la actualidad, las réplicas reducidas se fabrican como objetos curiosos para el turismo comercial. Estos están hechos de cuero, pieles y animales formados para parecerse a los originales.

## Significado

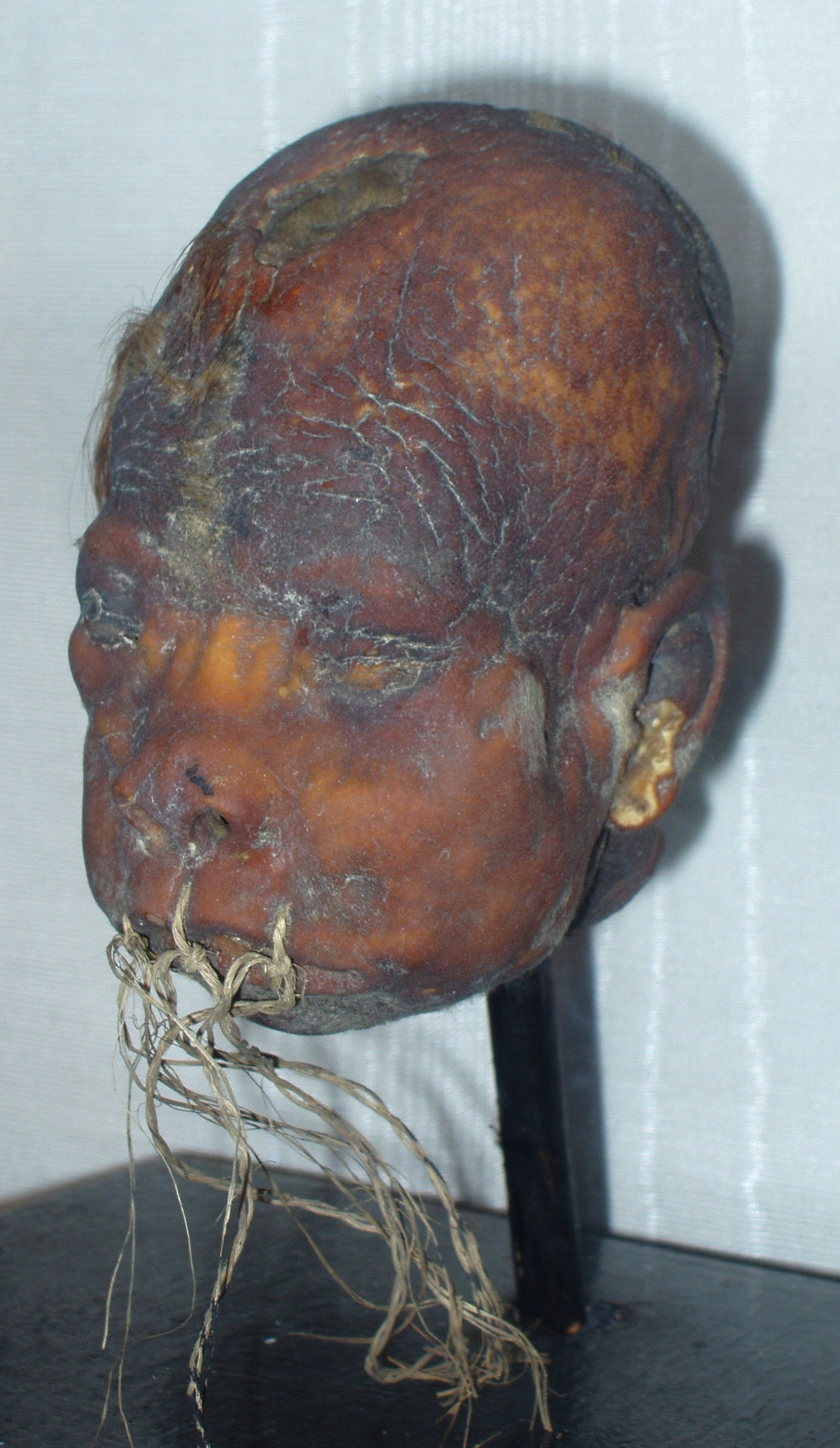
Cabeza reducida expuesta en un museo de Florida.

La práctica de la reducción de cabezas tenía originalmente un significado religioso, disminuyendo la cabeza de un enemigo se creía que se tomaba el espíritu de éste y se lo obligaba a servir al reductor, evitando que el alma regrese a vengar su muerte.
Servía también como instrumento intimidante para enemigos y como trofeo de guerra para ser exhibido con orgullo por el vencedor. 
Los shuar creían en la existencia de tres espíritus fundamentales:
- Wakani - Innato del ser humano, por lo que sobrevive a su muerte.
- Arutam - Literalmente "visión" o "poder", protege a los humanos de una muerte violenta.
- Mésak - espíritu vengativo, emerge cuando una persona portadora del espíritu arutam es asesinada.

Esta práctica se realizaba para bloquear los poderes de este último espíritu. Los propietarios de los trofeos no los guardaban durante mucho tiempo. Muchas cabezas se utilizaron posteriormente en las ceremonias religiosas y las fiestas que celebraban las victorias de la tribu.
La práctica de este ritual fue prohibida hace 50 años y los shuar ahora luchan por borrar la fama de guerreros salvajes.